# Bamboo Édition
Bamboo Édition es una editorial francesa de cómics, especializada principalmente en series de humor. Su sello de manga, Doki-Doki, se estableció en abril de 2006.

## Títulos de Doki-Doki
- 70 Oku no Hari
- Antimagia
- Atori shō
- Aya no shiki
- Break Blade
- Freezing
- Fujoshi Rumi
- Hanayamata
- Hyakkiyakō shō
- Iris Zero
- Laz Meridian
- Musunde Hiraite
- :REverSAL
- Sasuga no Sarutobi
- Taboo Tattoo
- Vamos Lá!
- The Sisters (fr)